# Neuroleon linarixius
Neuroleon linarixius är en insektsart som först beskrevs av Luisa Eugenia Navas 1924.  Neuroleon linarixius ingår i släktet Neuroleon och familjen myrlejonsländor. Inga underarter finns listade i Catalogue of Life.